# Нікола Бонвіль
Нікола́ де Бонві́ль (фр. Nicolas de Bonneville; 13 березня 1760, Евре — 9 листопада 1828, Париж) — французький поет, публіцист, видавець і політичний діяч.
Під час французької революції очолював «Соціальний гурток» і «Всесвітню федерацію друзів істини», діяльність яких сприяла розгортанню народного руху. В газеті «Залізні уста» (1790—91), яку видавав «Соціальний гурток», Бонневіль захищав інтереси бідноти, пропагував ідею рівності.